# 고락강후
고락강후 유씨(高樂康侯 劉氏, ? ~ ?)는 전한의 제후로, 제효왕의 아들이다. 이름자는 알 수 없다.

## 행적
무제 때 고락후(高樂侯)에 봉해졌다. 시호를 강(康)이라 하였고, 후사가 없어 봉국은 폐지되었다.

## 출전
- 반고, 《한서》 권15상 왕자후표 上

| 선대 (첫 봉건) | 전한의 고락후 ? ~ ? | 후대 (봉국 폐지) |